# Nembrotha
Nembrotha es un género de moluscos nudibranquios de la familia Polyceridae.

## Diversidad
El Registro Mundial de Especies Marinas acepta un total de 13 especies válidas en el género Nembrotha:
- Nembrotha aurea Pola, Cervera & Gosliner, 2008
- Nembrotha chamberlaini Gosliner & Behrens, 1997
- Nembrotha cristata Bergh, 1877
- Nembrotha edwardsi (Angas, 1864)
- Nembrotha kubaryana Bergh, 1877
- Nembrotha lineolata Bergh, 1905
- Nembrotha livingstonei Allan, 1933
- Nembrotha megalocera Yonow, 1990
- Nembrotha milleri Gosliner & Behrens, 1997
- Nembrotha mullineri Gosliner & Behrens, 1997
- Nembrotha purpureolineata O'Donoghue, 1924
- Nembrotha rosannulata Pola, Cervera & Gosliner, 2008
- Nembrotha yonowae Goethel & Debelius, 1992

- Nembrotha caerulea  Eliot, 1904 (nomen dubium)

Especies cuyo nombre ha dejado de ser aceptado por sinonimia:

- Nembrotha affinis Eliot, 1904 aceptado como Tambja affinis (Eliot, 1904)
- Nembrotha arnoldi Burn, 1957 aceptado como Gymnodoris arnoldi (Burn, 1957)
- Nembrotha capensis Bergh, 1907 aceptado como Tambja capensis (Bergh, 1907)
- Nembrotha diaphana Bergh, 1877 aceptado como Tambja diaphana (Bergh, 1877)
- Nembrotha divae Er. Marcus, 1958 aceptado como Tambja divae (Er. Marcus, 1958)
- Nembrotha eliora Er. Marcus & Ev. Marcus, 1967 aceptado como Tambja eliora (Er. Marcus & Ev. Marcus, 1967)
- Nembrotha gracilis Bergh, 1877 aceptado como Roboastra gracilis (Bergh, 1877)
- Nembrotha gratiosa Bergh, 1890 aceptado como Tambja gratiosa (Bergh, 1890)
- Nembrotha guttata Yonow, 1993 aceptado como Nembrotha yonowae Goethel & Debelius, 1992
- Nembrotha hubbsi Lance, 1968 aceptado como Tambja eliora (Er. Marcus & Ev. Marcus, 1967)
- Nembrotha limaciformis Eliot, 1908 aceptado como Tambja limaciformis (Eliot, 1908)
- Nembrotha morosa Bergh, 1877 aceptado como Tambja morosa (Bergh, 1877)
- Nembrotha nigerrima Bergh, 1877 aceptado como Nembrotha kubaryana Bergh, 1877
- Nembrotha rutilans Pruvot-Fol, 1931 aceptado como Nembrotha purpureolineata O'Donoghue, 1924
- Nembrotha sagamiana Baba, 1955 aceptado como Tambja sagamiana (Baba, 1955)
- Nembrotha tabescens (Risbec, 1928) aceptado como Tambja limaciformis (Eliot, 1908)
- Nembrotha verconis Basedow & Hedley, 1905 aceptado como Tambja verconis (Basedow & Hedley, 1905)

## Galería

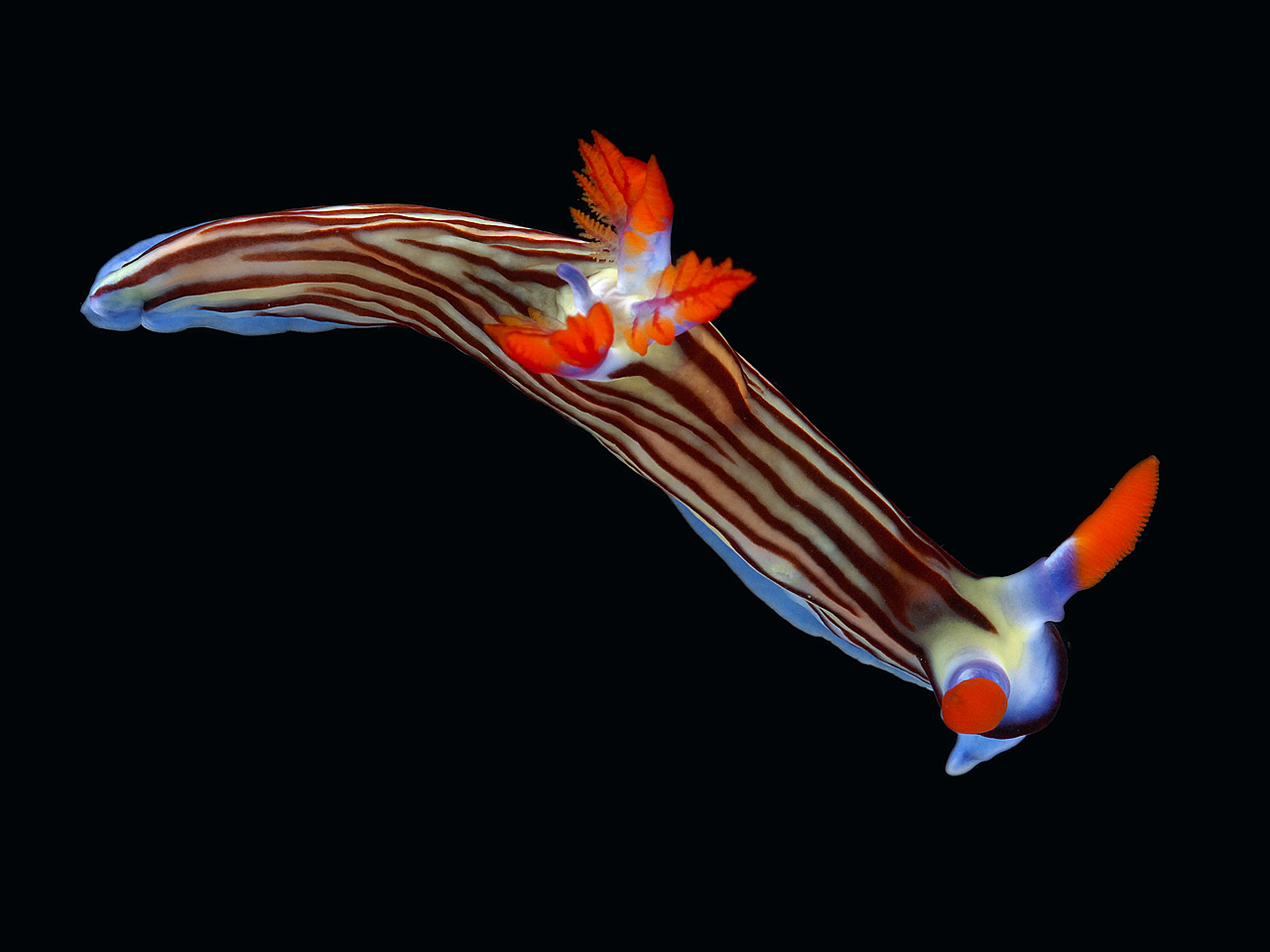
Nembrotha aurea
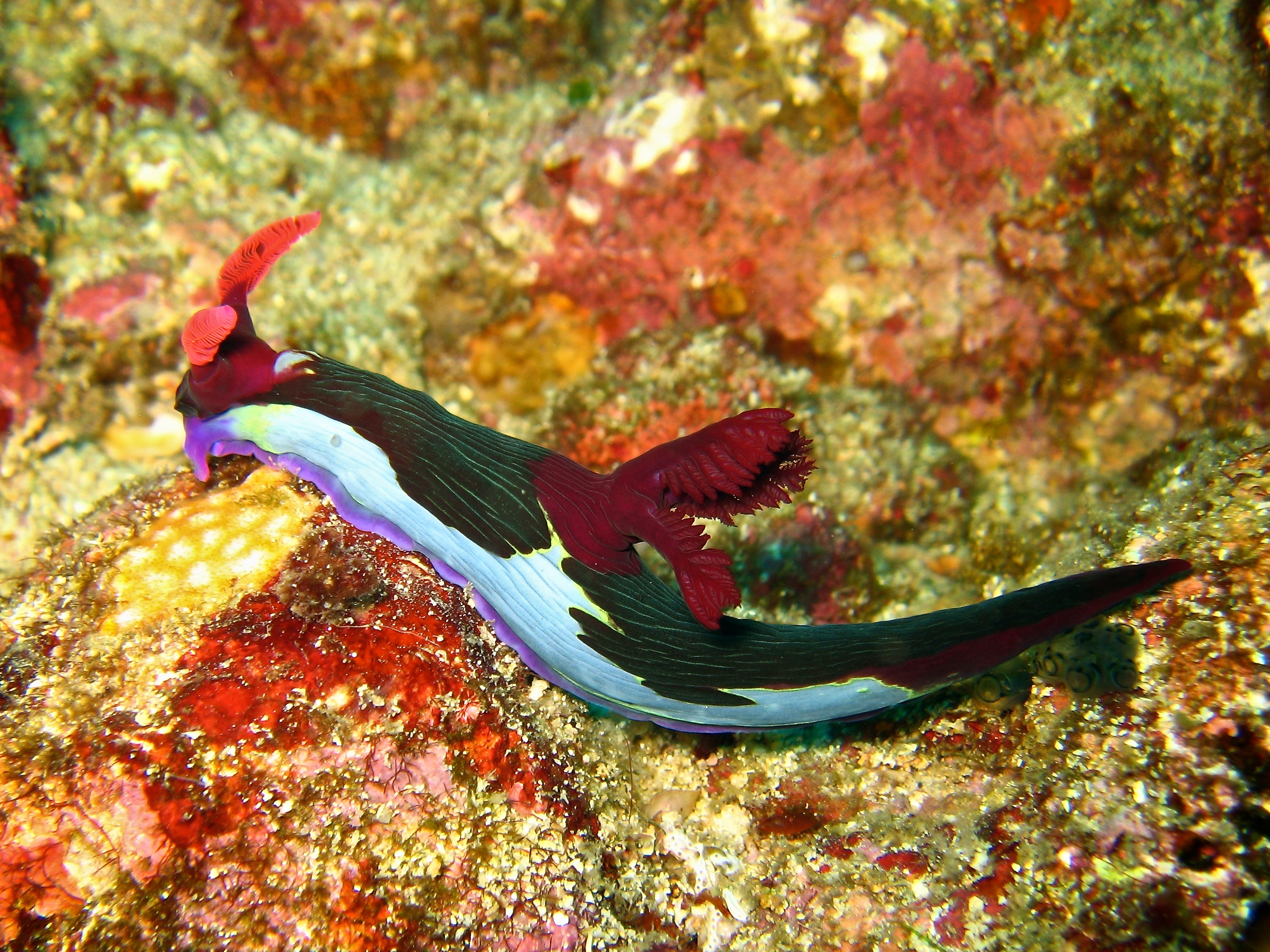
Nembrotha chamberlaini
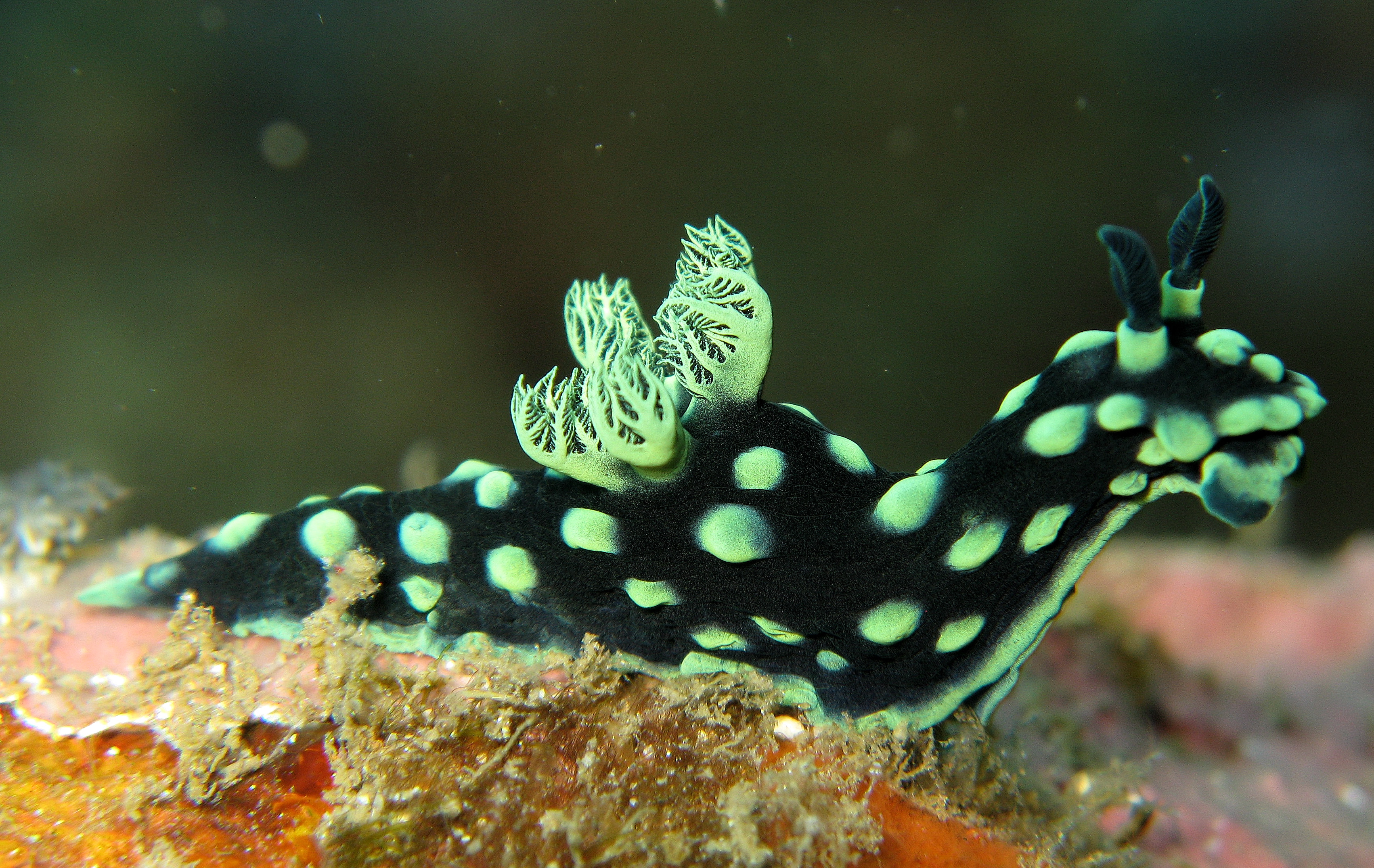
Nembrotha cristata
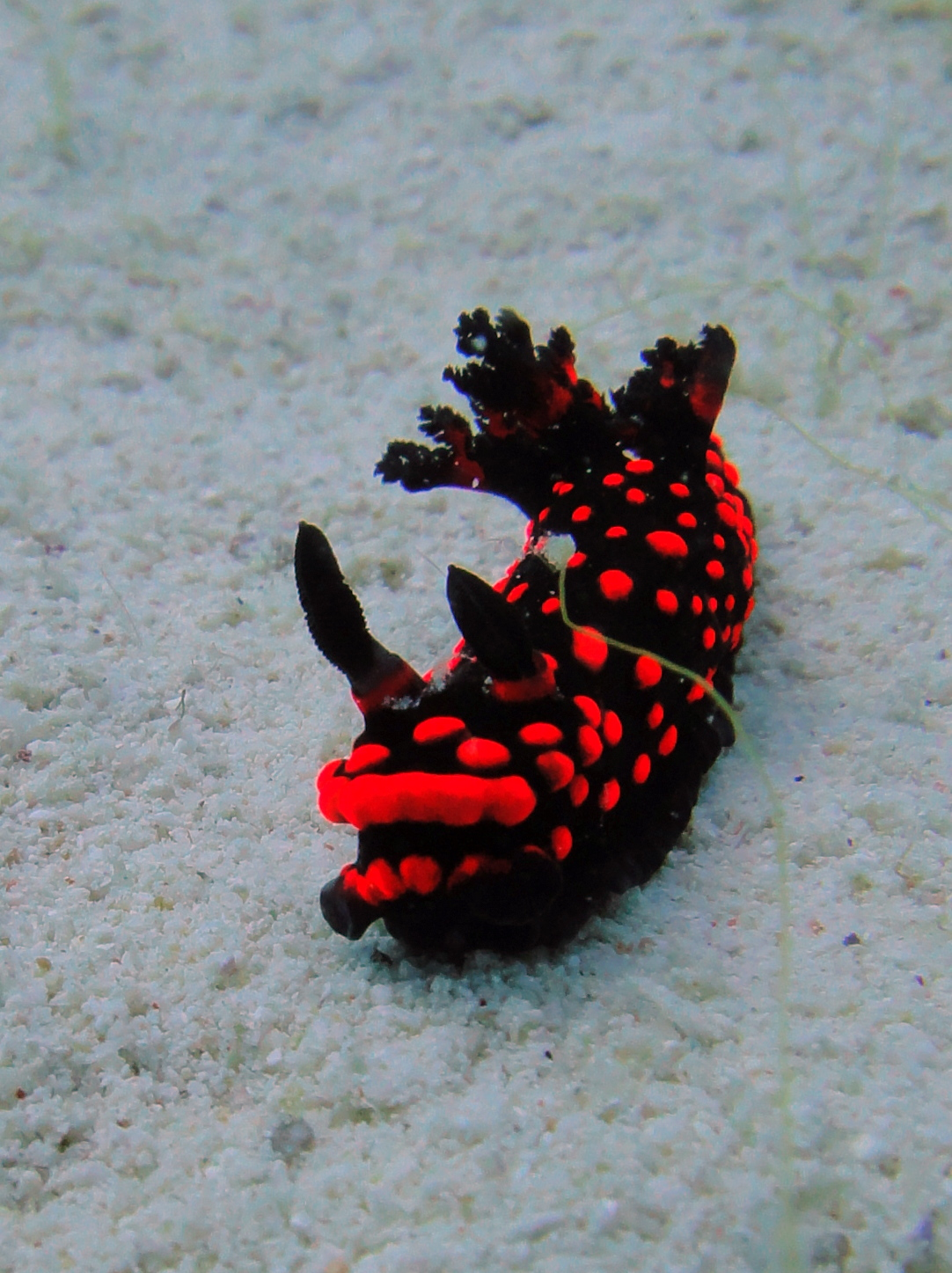
Nembrotha guttata
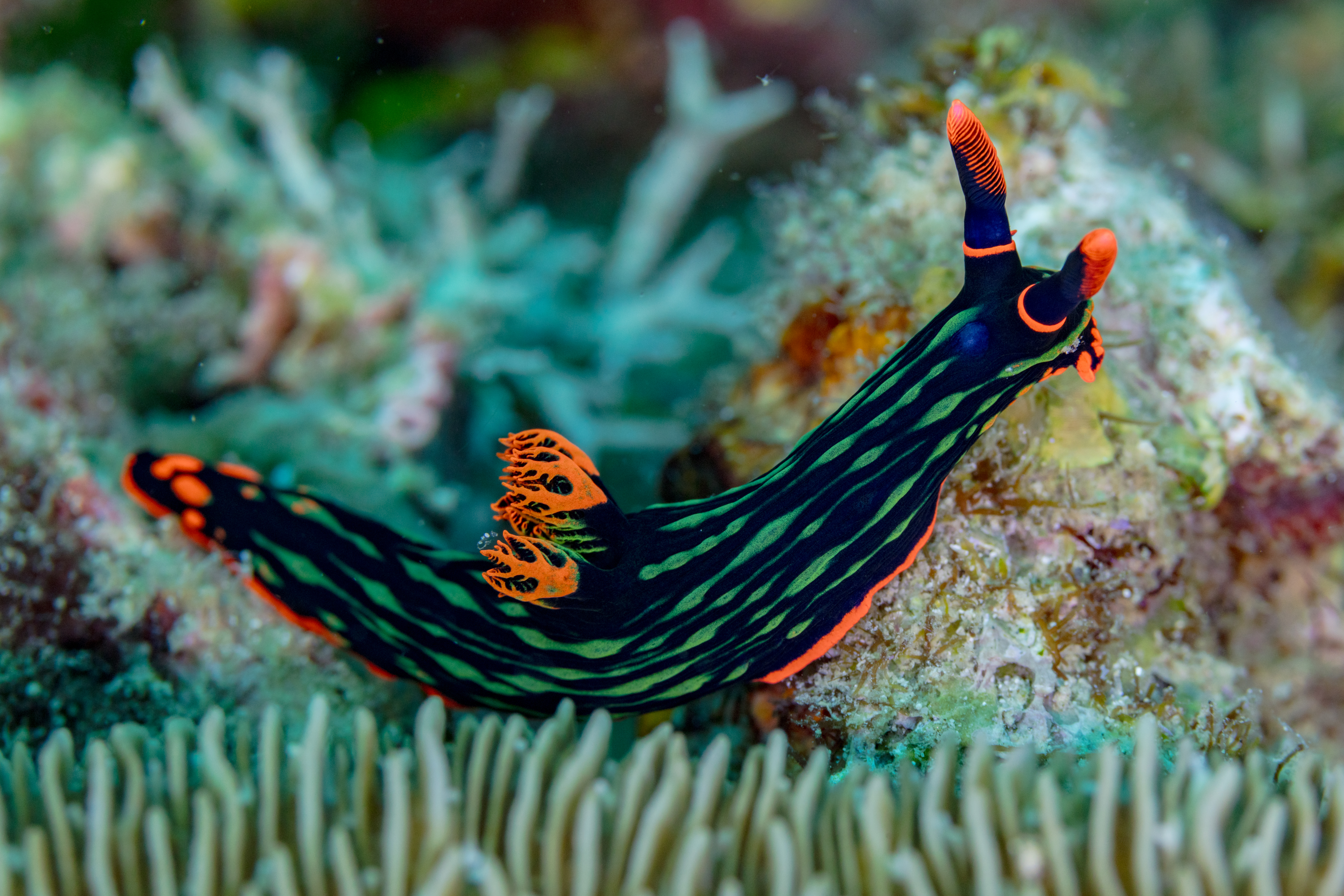
Nembrotha kubaryana
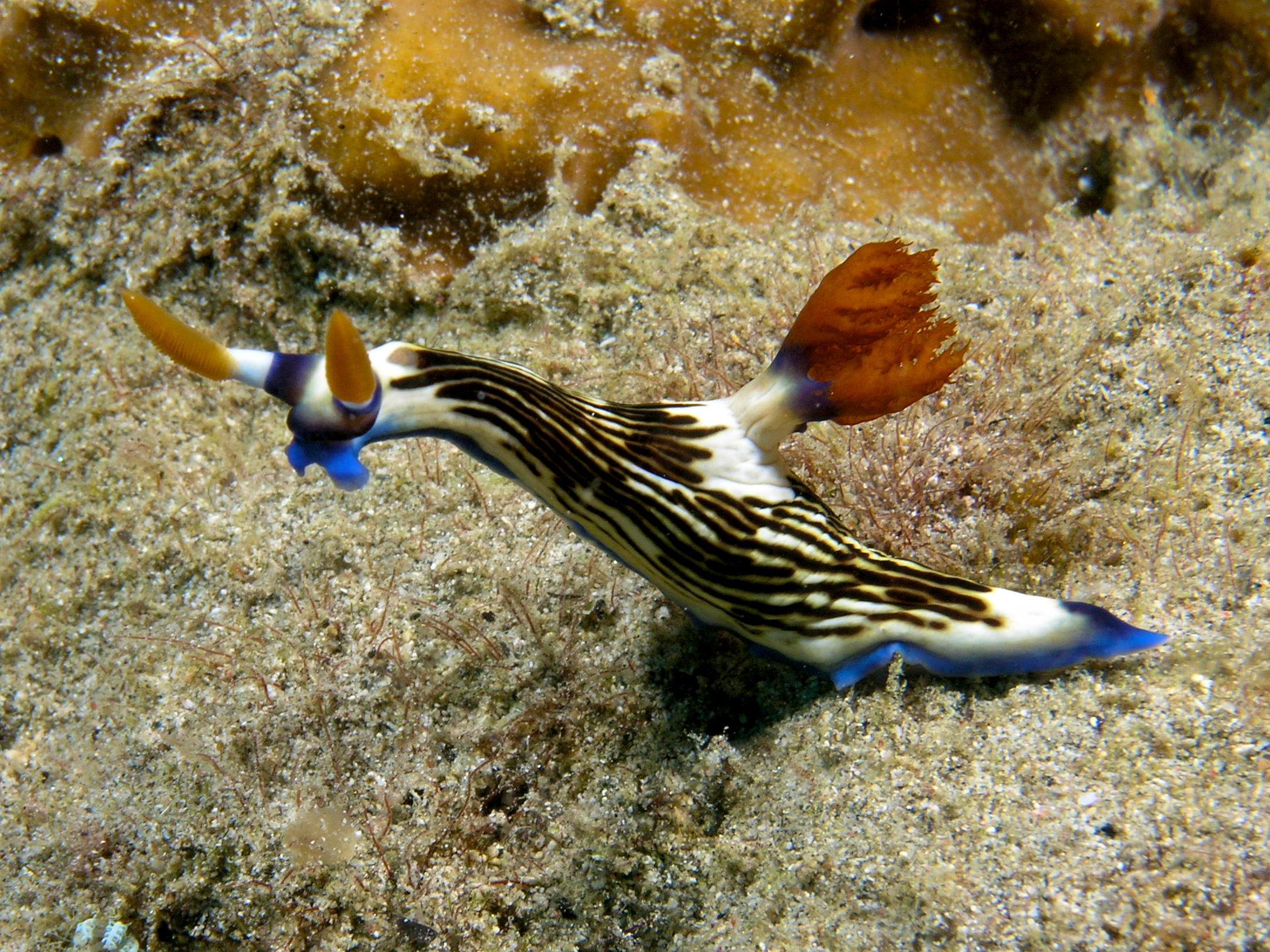
Nembrotha lineolata
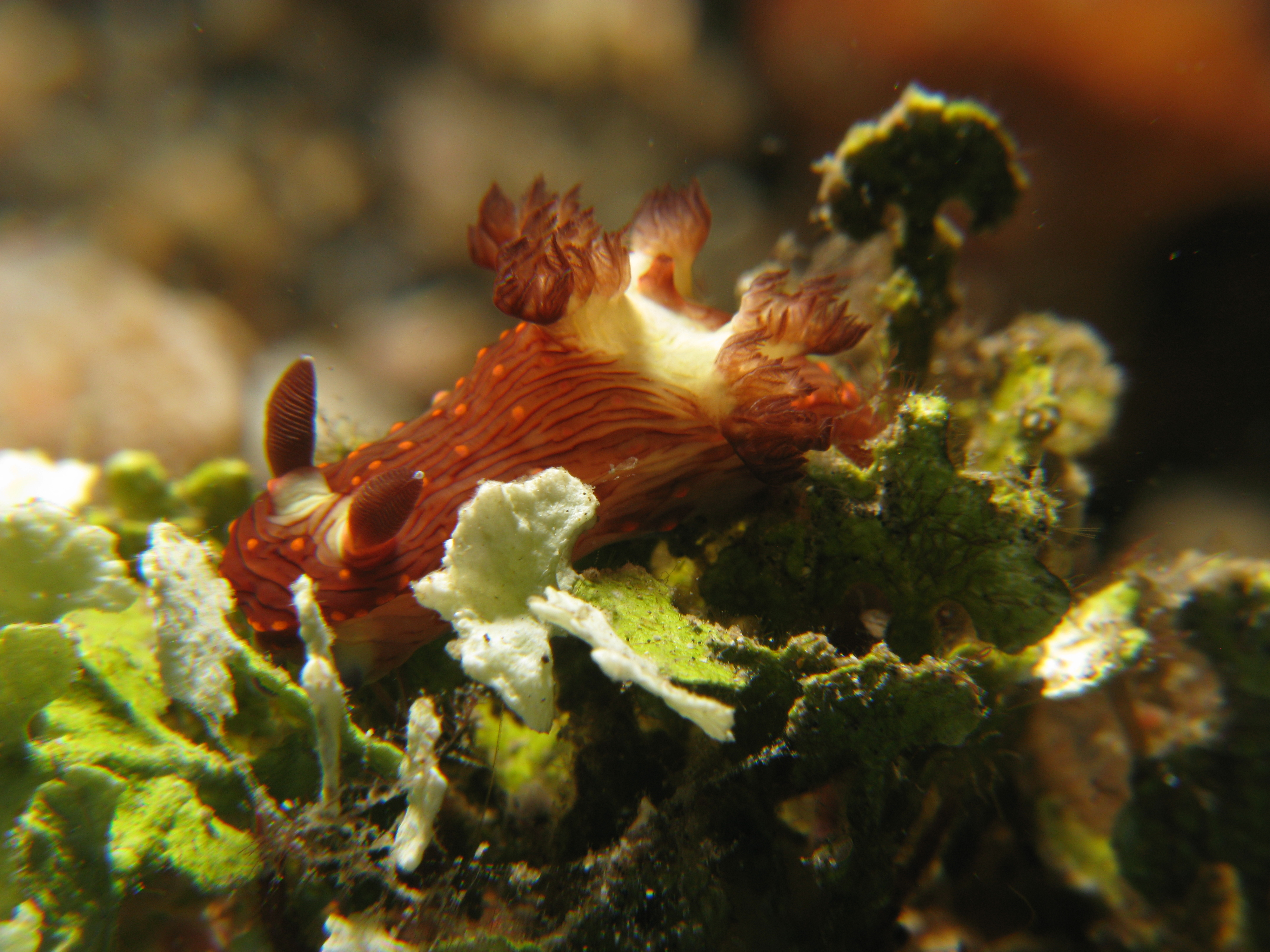
Nembrotha livingstonei
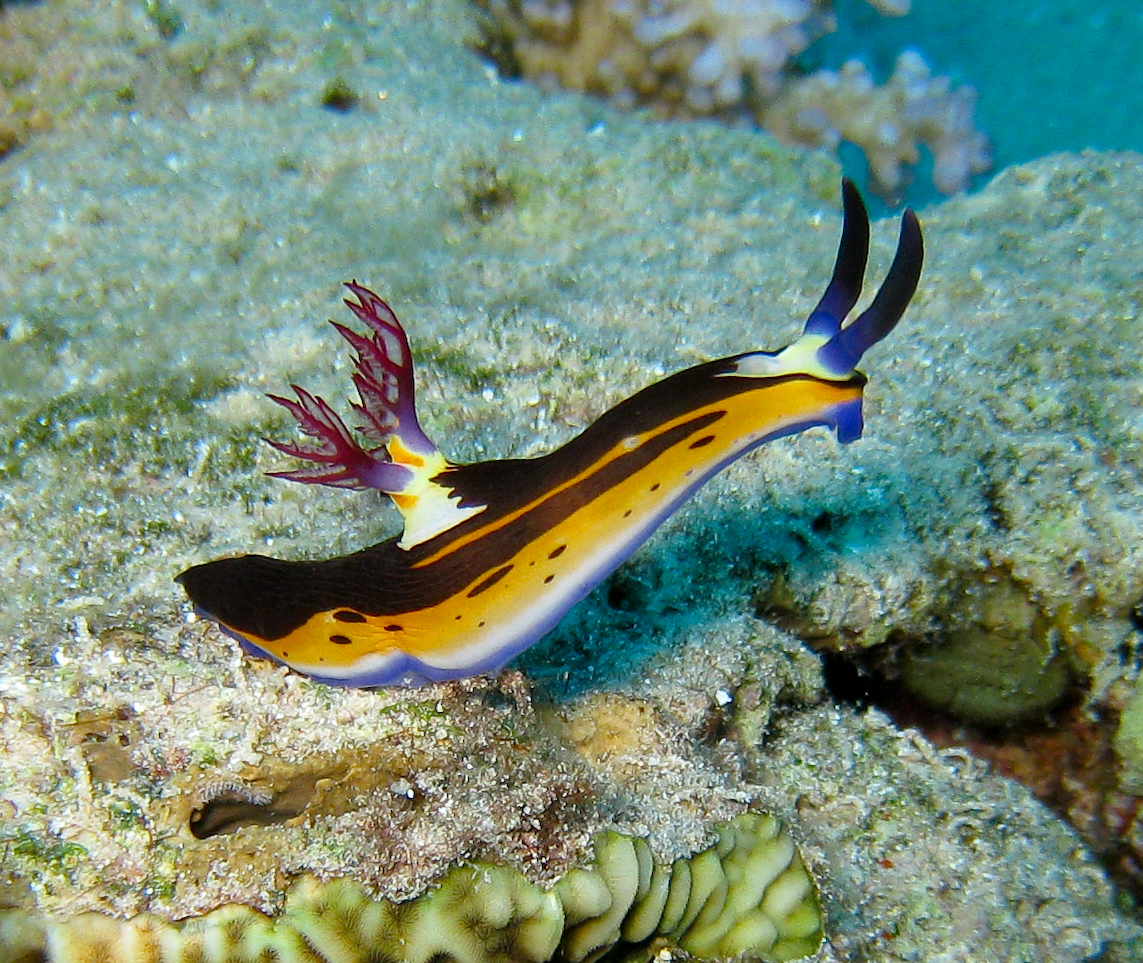
Nembrotha megalocera
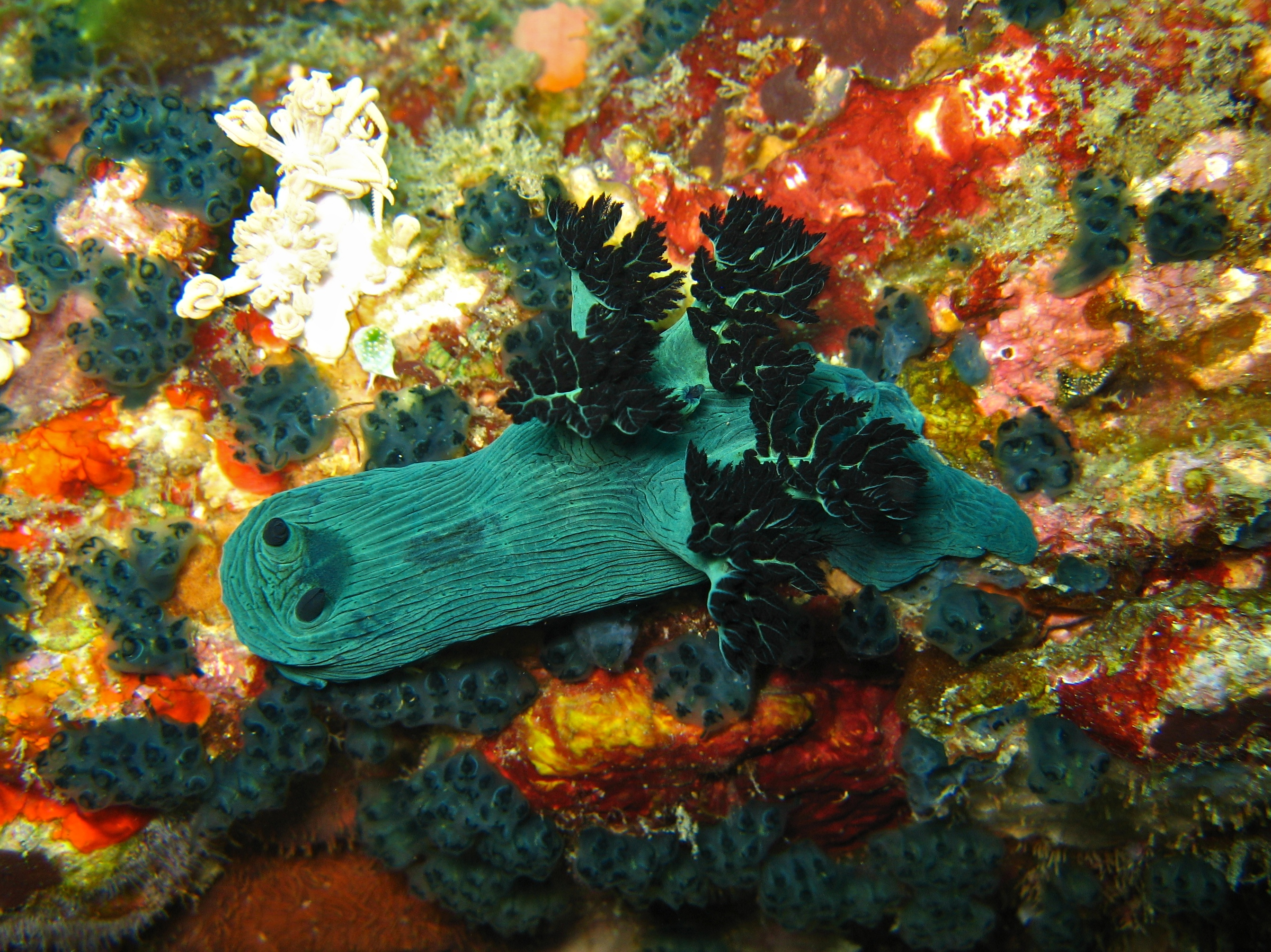
Nembrotha milleri
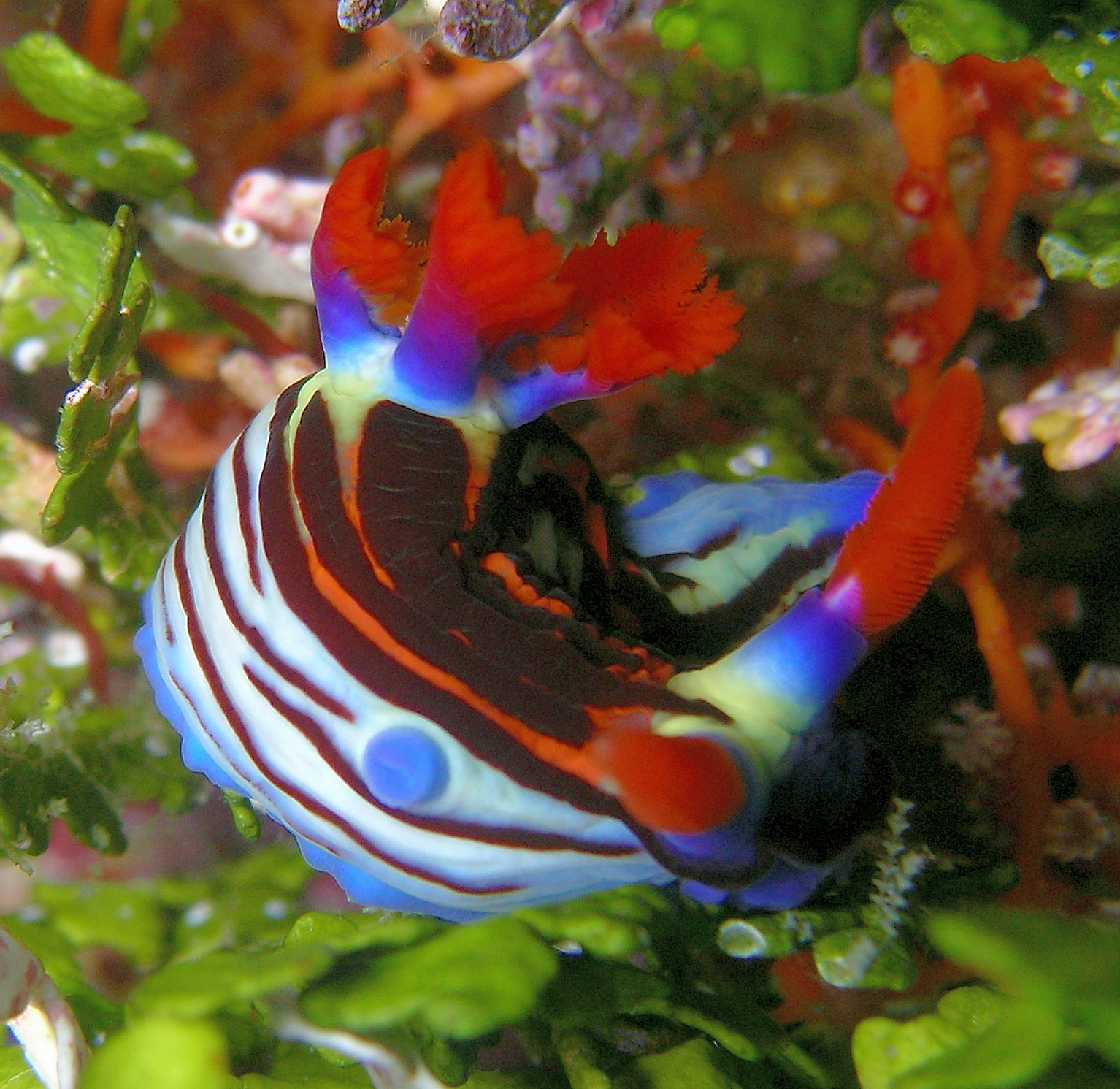
Nembrotha purpureolineata
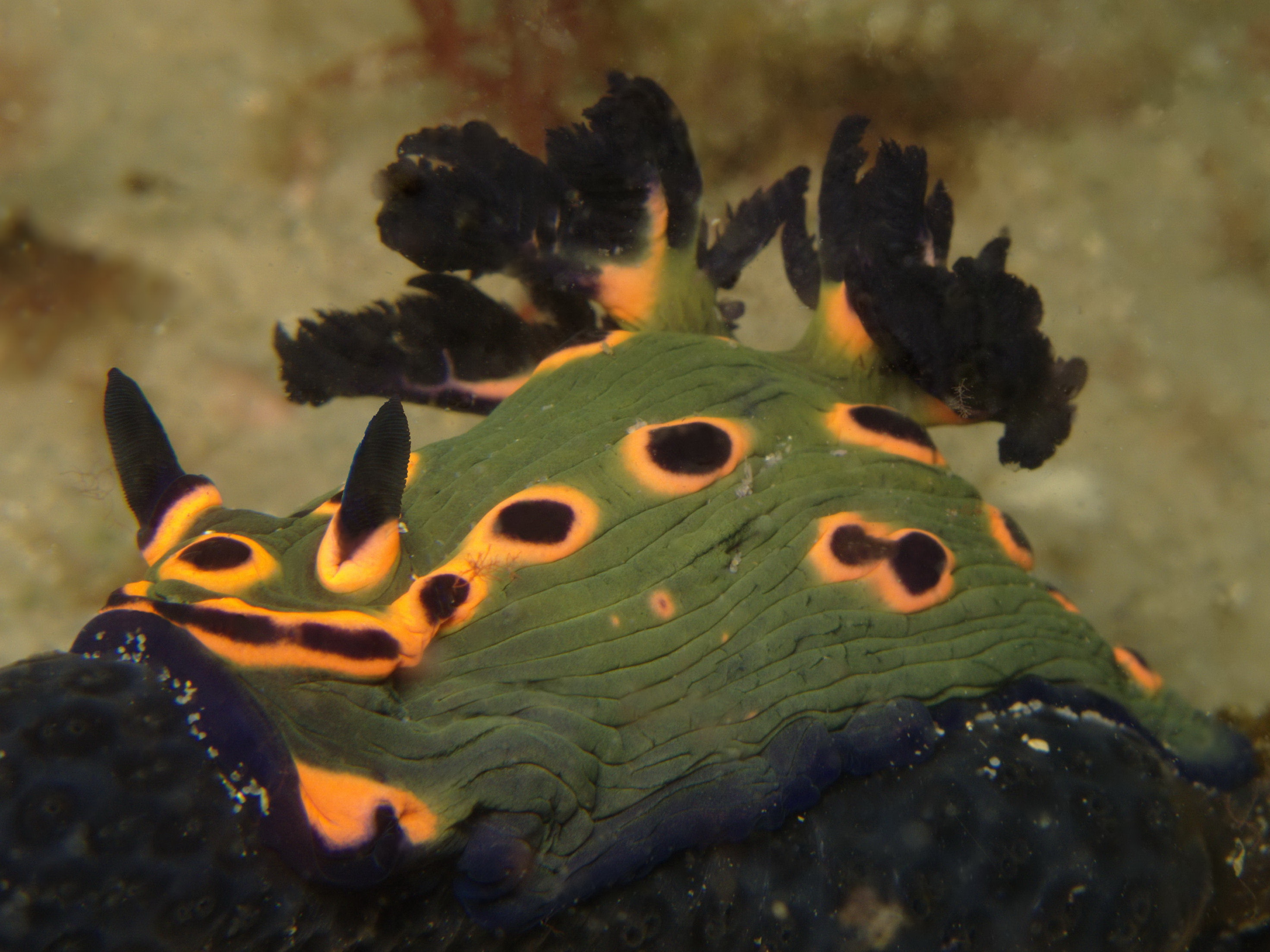
Nembrotha rosannulata
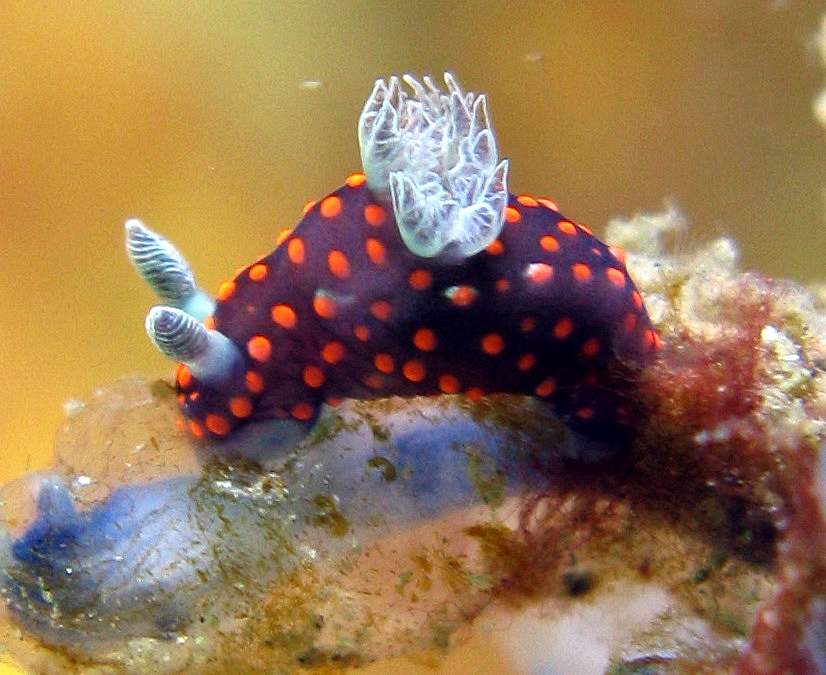
Nembrotha yonowae